# Reinhard Menzel
Reinhard Menzel (* 28. April 1954) ist ein ehemaliger deutscher Fußballspieler. In der zweithöchsten Spielklasse des DDR-Fußballs, der Liga, stand der Torwart in vier Spielzeiten zwischen den Pfosten. 

## Sportliche Laufbahn
In seiner Zweitligakarriere kam Reinhard Menzel nie über die Rolle des Ersatztorhüters hinaus. In der Saison 1972/73 spielte er mit 18 Jahren erstmals in der zweitklassigen DDR-Liga, in der er für die 2. Mannschaft des Oberligisten 1. FC Lokomotive Leipzig als Vertretung für den Stammtorwart Joachim Niklasch acht der 22 Ligaspiele bestritt. Nachdem Menzel 1973/74 siebenmal das Tor der Lok-Reserve gehütet hatte, wechselte er zum Lokalrivalen BSG Chemie Leipzig. 
Die Chemiker spielten 1974/75 ebenfalls in der DDR-Liga, mit Hans Hofmann als Nummer 1 im Tor. Auch gegen ihn konnte sich Menzel nicht durchsetzen und wurde nur in sieben Ligabegegnungen eingesetzt. Die BSG beendete die Saison als Aufsteiger in die DDR-Oberliga, ließ Wenzel 1975/76 aber nur mit der 2. Mannschaft in der drittklassigen Bezirksliga spielen. Auch als Chemie Leipzig nach dem Abstieg 1976/77 wieder in der Liga antrat, kam Wenzel zunächst an Siegfried Stötzner und nach dessen Wechsel zum 1. FC Lok später auch an Hubert Suchantke nicht vorbei. Erst in der Spielzeit 1977/78 erschien Menzel wieder in der DDR-Liga auf dem Platz, als er in drei Ligaspielen Suchantke vertreten durfte. Erneut erreichte Chemie die Oberliga-Aufstiegsrunde, in der Menzel eins der acht Aufstiegsspiele absolvierte. Da der Aufstieg verpasst wurde, spielte die Mannschaft auch 1978/79 in der Liga. In dieser Saison schaffte es der 1,81 Meter große Menzel endlich, Suchantke mit zwölf Einsätzen zu überflügeln. Er kam jedoch in den erneuten Aufstiegsspielen, die diesmal erfolgreich abgeschlossen wurden, nicht zum Einsatz. Die BSG Chemie benannte den Elektriker für die Erstligasaison 1979/80 als einen der drei Torhüter im Kader, aber zu einem Oberligaeinsatz kam er nicht.
Zur Saison 1980/81 schloss sich Menzel der Bezirksligaelf BSG Baukombinat Leipzig an. Dort spielte er noch bis zum Ende seiner Laufbahn im Jahre 1986. In der DDR-Liga standen für Menzel am Ende 38 Einsätze zu Buche.